# Ewa Krzyżanowska-Walaszczyk
Ewa Krzyżanowska-Walaszczyk (ur. 1949) – polska architekt, urbanistka i urzędniczka państwowa, w latach 2006–2007 II wicewojewoda wielkopolski.

## Życiorys
W 1975 ukończyła studia na Wydziale Architektury Politechniki Warszawskiej, a później także podyplomowe dwuletnie studium urbanistyczne. Uzyskała pełne uprawnienia zawodowe. Wykładała na Politechnice Poznańskiej i na Wydziale Inżynierii Środowiska Akademii Kaliskiej im. Prezydenta Stanisława Wojciechowskiego. Została rzeczoznawcą Towarzystwa Urbanistów Polskich oraz przewodniczącą sądu koleżeńskiego Stowarzyszenia Architektów Polskich.
Była dyrektorem Wojewódzkiego Biura Planowania Przestrzennego, a później Wydziału Urbanistyki i Architektury Urzędu Wojewódzkiego w Kaliszu. Sprawowała również funkcję kaliskiego architekta miejskiego i wojewódzkiego. W 1999 przeszła do pracy w Miejskiej Pracowni Urbanistycznej w Poznaniu na stanowisku głównego specjalisty, a następnie wicedyrektora.
Od stycznia 2006 do listopada 2007 sprawowała funkcję drugiego wicewojewody wielkopolskiego u boku Tadeusza Dziuby. Później do 2014 prowadziła własną działalność gospodarczą. W 2015 po wygraniu konkursu powróciła do pracy jako naczelnik Wydziału Budownictwa Urbanistyki i Architektury. Nie przedłużono z nią umowy ze względu na oskarżenia podwładnych o mobbing i wszczęcie postępowania wewnętrznego w tej sprawie. W 2018 po odwołaniu Marleny Maląg znalazła się w gronie osób wymienianych jako kandydaci do objęcia po niej fotela wicewojewody.
W 1996 została odznaczona Srebrnym Krzyżem Zasługi.